# Matt Hulme
Matt Hulme (* 17. Februar 1999 in Brisbane, Queensland) ist ein australischer Tennisspieler.

## Karriere
Hulme spielte nur zehn Matches auf der ITF Junior Tour und war dort außerhalb der Top 1000 platziert.
Er begann 2017 ein Studium am College of Coastal Georgia, von wo er nach zwei Jahren an die University of Nebraska Omaha
wechselte, wo er schließlich 2022 einen Bachelor erwarb. Er war dort zudem im College Tennis aktiv.
Bei den Profis begann Hulme 2022 Turniere zu spielen. Er war dort anfangs vor allem auf der drittklassigen ITF Future Tour aktiv. Im Einzel gelang ihm dort bislang nie über das Viertelfinale hinaus zu kommen, sein Bestwert in der Weltrangliste ist der 777. Rang. Erfolgreicher ist er im Doppel, wo er 2024 die ersten zwei Future-Titel gewann und das Jahr auf Platz 388 beendete. Anfang 2025 kamen zwei weitere Future-Titel dazu, wodurch er auch häufiger an Turnieren der ATP Challenger Tour teilnehmen konnte. Im Februar in seiner Heimatstadt Brisbane gelang ihm mit James Watt der Einzug in ein Challenger-Endspiel, das sie verloren. Kurz darauf gewann er mit Thijmen Loof sein zweites Challenger-Finale in Abidjan. Dadurch sprang er in der Doppel-Weltrangliste auf Platz 270.

## Erfolge
| Legende (Anzahl der Siege) |
| Grand Slam                 |
| ATP Finals                 |
| ATP Tour Masters 1000      |
| ATP Tour 500               |
| ATP Tour 250               |
| ATP Challenger Tour (1)    |

### Doppel

#### Turniersiege
| Nr. | Datum          | Turnier | Belag     | Partner      | Finalgegner                   | Ergebnis  |
| --- | -------------- | ------- | --------- | ------------ | ----------------------------- | --------- |
| 1.  | 20. April 2025 | Abidjan | Hartplatz | Thijmen Loof | Clément Chidekh Jody Maginley | 7:63, 6:4 |